# Elaine Kellett-Bowman
Mary Elaine Kellett-Bowman z domu Kay (ur. 8 lipca 1923 w Lytham St Annes, zm. 4 marca 2014) – brytyjska polityk, prawnik i rolnik, posłanka do Parlamentu Europejskiego I kadencji, w latach 1970–1997 członek Izby Gmin.

## Życiorys
Córka dyrektora przedsiębiorstwa Waltera Kaya i Edith Leather. Kształciła się w The Mount School, York i St Anne’s College w Oksfordzie. Przez rok była pracownicą socjalną. Następnie razem z mężem prowadziła gospodarstwo rolne, które po jego śmierci przejęła i prowadziła do 1968. Podczas rehabilitacji po wypadku samochodowym z 1959 rozpoczęła korespondencyjny kurs prawa. W 1964 uzyskała uprawnienia barristera w ramach Middle Temple, od 1968 praktykowała w zawodzie w Hampstead. Przez czterdzieści lat była zarządcą prywatnej szkoły Culford School w Suffolk, była też m.in. członkiem Press Council.
Działała w Partii Konserwatywnej. Od 1952 do 1955 radna Denbigh, a od 1968 do 1974 radna London Borough of Camden. Pomiędzy 1955 a 1966 pięciokrotnie kandydowała do Izby Gmin, zasiadała w tym gremium w latach 1970–1997. Od 1975 oddelegowana do Parlamentu Europejskiego, w 1979 wybrana w wyborach bezpośrednich (w 1984 nie kandydowała ponownie). Przystąpiła do frakcji Europejscy Demokraci. W 1997 zakończyła karierę polityczną.

## Życie prywatne
Z wyznania metodystka. Po raz pierwszy w 1945 poślubiła Charlesa Normana Kelletta, który zmarł w 1959 w wypadku samochodowym (ona sama doznała w jego skutek zaniku pamięci). Mieli czworo dzieci. W 1971 wyszła za Edwarda Bowmana, także polityka. Małżonkowie przyjęli nazwisko Kellett-Bowman.

## Odznaczenia
W 1998 odznaczona Orderem Imperium Brytyjskiego II klasy.